# کاری کن
کاری کن (به انگلیسی: Do Somethin) نام آهنگی از خواننده و آهنگ‌ساز پاپ آمریکایی؛ بریتنی اسپیرز است که به عنوان دومین تک‌آهنگ از آلبوم میراث من در تاریخ ۱۴ فوریه ۲۰۰۵ به فرمت دیجیتال به بازار عرضه شد.
متن این ترانه در مورد داشتن اوقات خوب و قضاوت نکردن از روی ظاهر افراد است. این ترانه مقام صدم را در بیلبورد بدست آورد و در کشورهای استرالیا، دانمارک، سوئد و آمریکا در بین ده ترانهٔ برتر قرار گرفت. بریتنی این ترانه را در تور سیرک در سال ۲۰۰۹ نیز اجرا کرد.